# Žvarulje
Žvarulje – wieś w Słowenii, w gminie Zagorje ob Savi. W 2018 roku liczyła 75 mieszkańców.